# Aztec Warfare
Aztec Warfare —en español: La guerra azteca— es una lucha tipo Battle Royal solo en Lucha Underground. Consta de una lucha en donde comienzan dos (o tres) luchadores y cada 90 segundos ingresa un luchador nuevo. Toma un formato similar al de los Royal Rumble de WWE, Gauntlet for the Gold de TNA y World War 3 de WCW.

## Aztec Warfare Match
| Edición | Ganador y Nº de Entrada | Ganador y Nº de Entrada |
| ------- | ----------------------- | ----------------------- |
| I       | Prince Puma             | 7                       |
| II      | Matanza                 | 21                      |
| III     | Sexy Star               | 12                      |
| IV      | Pentagón Dark           | 6                       |

Es un tipo de lucha en la cual gana el último hombre o mujer en el ring y, dependiendo de las reglas, un luchador puede ser eliminado por pinfall o rendición. 
El ganador del Aztec Warfare será el último luchador que quede en el ring después de que todos los luchadores hayan entrado en determinados intervalos de tiempo según la edición (puede ser entre 90 segundos o cada dos minutos) y hayan sido eliminados.

### Recompensas por ganar
En el episodio 9, Dario Cueto decidiría quién ganaría el inaugural Campeonato de Lucha Underground, Prince Puma gana el primer campeón de Lucha Underground. En la Ultima Lucha, Prince Puma pierde el título ante Mil Muertes.
En el episodio 9 de la temporada 2, por segunda vez meten el Campeonato de Lucha Underground en juego, quien Fenix defendería el título ante los 21 luchadores y gana Matanza en su debut.
En el episodio 11 de la tercera temporada, Darío Cueto alardeó que tras el uso del Dial of Doom, nadie era capaz de vencer a su hermano y campeón reinante en ese momento Matanza Cueto, por eso, el campeón fue el primero en ingresar. Sin embargo, la contienda fue ganada por Sexy Star, siendo la primera campeona femenina de un título principal mixto en territorio estadounidense. 
Para la cuarta temporada, el episodio inicial resultó ser el correspondiente a la contienda, en donde Pentagón Dark defendió exitosamente su título, siendo por ahora el único capaz de hacerlo en este evento.

## Episodios emitidos
| N.º (temp.) | Título del Episodio          | Estreno original        | Ganador (a)   |
| ----------- | ---------------------------- | ----------------------- | ------------- |
| 1           | «Aztec Warfare I»            | 7 de enero de 2015      | Prince Puma   |
| 2           | «Aztec Warfare II»           | 23 de marzo de 2016     | Matanza       |
| 3           | «Aztec Warfare III»          | 16 de noviembre de 2016 | Sexy Star     |
| 4           | «Aztec Warfare IV (El Jefe)» | 13 de junio de 2018     | Pentagón Dark |

## Resultados de Aztec Warfare

### Récord
| Campeonato                    | Victorias | Derrotas |
| ----------------------------- | --------- | -------- |
| Lucha Undeground Championship | 3         | 1        |
| Total                         | 3         | 1        |

Records en Ultima Lucha
| N.º | Ganador       | Evento            | Año  | Lucha por el Campeonato |
| --- | ------------- | ----------------- | ---- | --- |
| 1   | Prince Puma   | Ultima Lucha      | 2015 | Ver listaPuma perdió ante Mil Muertes por el Lucha Underground Championship.                                                    |
| 2   | Matanza       | Ultima Lucha 2    | 2016 | Ver listaMatanza derrotó a Pentagón Dark y retuvo el Lucha Underground Championship.                                            |
| 3   | Sexy Star     | Lucha Underground | 2016 | Ver listaStar perdió ante Johnny Mundo por el Lucha Underground Championship luego de canjear su Gift of the Gods Championship. |
| 4   | Pentagón Dark | Lucha Underground | 2018 | Ver listaDark derrotó a Matanza y retuvo el Lucha Underground Championship.                                                     |

## Récords y estadísticas

### Luchadoras en Aztec Warfare
A pesar de que la lucha de Aztec Warfare es exclusiva para luchadores, algunas luchadoras han ingresado a este tipo de combate.
| Luchadora     | Participaciones | Warfares |
| ------------- | --------------- | -------- |
| Mariposa      | 2               | III - IV |
| Sexy Star     | 2               | I - III  |
| Ivelisse      | 1               | I        |
| Taya Valkyrie | 1               | II       |
| Kobra Moon    | 1               | III      |

### Más Apariciones en los Aztec Warfare
| Luchador            | N.º de veces | Warfares          |
| ------------------- | ------------ | ----------------- |
| Johnny Mundo        | 4            | I - II - III - IV |
| Mil Muertes         | 4            | I - II - III - IV |
| Drago               | 3            | I - II - III      |
| Mascarita Sagrada   | 3            | I - II - III      |
| Joey Ryan           | 3            | II - III - IV     |
| Fénix               | 3            | I - II - IV       |
| The Mack            | 3            | II - III - IV     |
| Son Of Havoc        | 3            | I - III - IV      |
| Pentagón Jr./Dark   | 3            | I - III - IV      |
| King Cuerno         | 3            | I - II - IV       |
| Chavo Guerrero, Jr. | 3            | I - II - IV       |
| Marty Martínez      | 3            | II - III - IV     |
| Ricky Mandel/Mundo  | 3            | II - III - IV     |

En negrita, los luchadores que participaron de todas las ediciones, en cursiva, los que han ganado una

### Datos generales
- Mil Muertes y Johnny Mundo son los únicos luchadores que han aparecido en todas las batallas, con el agregado de que ambos tampoco pudieron ganarla.
- El primer y único luchador que gana en su debut es Matanza Cueto (2016).
- La primera y única luchadora en ganar la batalla real es Sexy Star.
- Matanza Cueto superó el récord de 14 eliminatorias y se posicionó como el luchador más fuerte de Aztec Warfare.
- Sexy Star y Mariposa son las dos únicas luchadoras en participar en más de una batalla
- Todos los ganadores han sido luchadores enmascarados, siendo Pentagón Jr/Dark el único del que aún se desconoce su verdadera identidad.
- Pentagón es el único ganador que ha participado de más de dos batallas.
- Sexy Star es la luchadora que más eliminaciones acumuladas tiene (4). La otra que logró una eliminación es Taya Valkyrie.
- La batalla con más participantes fue el Aztec Warfare II, el cual, a diferencia del resto que contaron con 20 luchadores, tuvo 21 participantes
- México (Pentagón y Sexy Star) y Estados Unidos (Prince Puma y Matanza) se reparten las nacionalidades de los ganadores, con dos cada uno.
- El cuarto Aztec Warfare es el único en donde el Campeonato de Lucha Underground no cambió de manos.
- Sobre los ganadores:
  - Ganador más pesado: Matanza Cueto (119 kg/262 lb)
  - Ganador más liviano: Sexy Star (50 kg/110 lb)
  - Ganador más alto: Pentagón Dark (1,80 m/ 5,11 ft)
  - Ganador más bajo: Sexy Star (1,62 m/5,4 ft)
  - Ganador más viejo: Matanza Cueto (11/7/1982)
  - Ganador más joven: Prince Puma (11/11/1988)